# Palaquium porphyreum
Palaquium porphyreum är en tvåhjärtbladig växtart som beskrevs av Albert Charles Smith och Steven P. Darwin. Palaquium porphyreum ingår i släktet Palaquium och familjen Sapotaceae.
Artens utbredningsområde är Fiji. Inga underarter finns listade i Catalogue of Life.